# Leycang El Grandioso

Leycang El Grandioso

Firma Leycang el Grandioso

Leonardo Josue Caracas Velásquez (* 21. April 1992 in Maracaibo, Venezuela), besser bekannt als Leycang El Grandioso, ist ein Sänger, Schauspieler und Komponist von Reggaetón und Urban Pop.
Er nahm das Lied „Me muero por quererte“ mit der Gruppe Calibú auf, wurde für die Pepsi Music Awards in der Kategorie „Merengue Tropical“ nominiert und als Jugendthema für die Telenovela verwendet von Venevisión, Natalia del Mar.

## Musikkarriere
Seine künstlerischen Anfänge waren schon in jungen Jahren. 2011 nahm er die Version Merengue des Liedes „Me Muero Por Quererte“ zusammen mit der venezolanischen Gruppe Calibú von den Produzenten Venezolaner Daniel & Yein und Subele Ram, dies ist das Jugendthema der Venezolaner Telenovela Natalia del Mar aus Venevisión. Sein Name wurde in verschiedenen venezolanischen Medien bekannt gemacht, die aus Kolumbien, Mexiko und den Vereinigten Staaten stammen. Ende 2013 beschloss er, zusammen mit Diego A., die neue Version des Songs „Transportarte“ zu machen, die in El Castillo Records aufgenommen wurde, die bis 2014 von verschiedenen Radiosendern in der Region akzeptiert und vom General sehr unterstützt wurde, öffentlich.
Leycang veröffentlichte mehr als sechs Songs sowie diverse Remixe. Er veröffentlichte den Song „Todo Te Lo Dí (Remix)“, dessen Track insgesamt mehr als eine Million Plays auf Spotify gesammelt hat. Er ist auch für eine Reihe von Kollaborationen mit anderen Künstlern bekannt und wurde daher auf verschiedene Plattenfirmen aufmerksam. Er nahm am Mixtape «El Arsenal» von El Castillo Records mit seinem Song «A Kilometros» teil, im selben Jahr nahm er zusammen mit El Dainny und Coker & Gael das Lied „Una Noche Mas“ auf, das in verschiedenen Teilen des Landes großen Anklang fand. Später, im Jahr 2019, kontaktierte ihn das Label El Castillo Records, um das Lied „Real“ aufzunehmen, ein Lied im Stil von Trap.
Im März 2022 tritt Leycang dem puerto-ricanischen El Josuet bei, um das Lied „Quererte Es Un Castigo“ zu veröffentlichen.

## Diskografie

### Einzel
| Jahr | Titulo                                          |
| ---- | ----------------------------------------------- |
| 2011 | Me Muero Por Quererte (feat. Calibu)            |
| 2014 | Transportarte (feat. Diego A.)                  |
| 2014 | A Kilómetros                                    |
| 2015 | Una Noche Más (feat. El Dainny, Coker & Gael)   |
| 2018 | Buscándote (feat. Jan & Jay, Dk Music & Luisma) |
| 2019 | Real                                            |
| 2020 | Me Duele Saber                                  |
| 2021 | Teriyaki (feat. Andy Rowse, DJFXNC, Jony Lams)  |
| 2021 | Massari                                         |
| 2022 | Quererte Es Un Castigo (feat. El Josuet)        |

## Filmografie
| Jahr | Programm        | Rolle       |
| ---- | --------------- | ----------- |
| 2011 | Natalia del Mar | das gleiche |

## Auszeichnungen und Ehrungen

### Pepsi Music Awards
Im Jahr 2012 wurde das Lied „Me Muero Por Quererte“, an dem auch die Band Calibu mitarbeitete, für die Pepsi Music Awards nominiert, die Platz 12 im Pepsi-Ranking erreichten, wo die Künstler Judy Buendia, Víctor Drija und Grupo Treo ragten unter den ersten Plätzen heraus.

### Mara Internacional Awards
Bei den Mara International Awards 2019 wurde er für die Kategorie „Emerging Urban Artist of the Year“ nominiert.

### Ocammys Awards
Leycang El Grandioso wurde bei den Ocammys Awards 2020, die im Juli in den Canal I-Einrichtungen stattfanden, als „Revelation Urban Artist“ ausgezeichnet.

### Tacarigua de Oro Internacional Awards
Leycang El Grandioso war der Gewinner in der Kategorie „Urban Artist Revelation“.